# 鷲尾春果
鷲尾 春果（わしお はるか、1986年12月6日 - ）は、東京都出身の読者モデル、タレント。身長159cm、血液型はO型。法政大学キャリアデザイン学部キャリアデザイン学科卒業。セント・フォース所属。
夫は日本テレビアナウンサーの辻岡義堂。

## 来歴
- 共立女子中学校・高等学校出身。 モデル仲間の知華は中学時代のクラスメートで、共にテニス部所属であった。
- 大学時代はRayの専属読者モデル（プリンセスクラブ）として参加する他、BSフジNEWSの学生キャスターを務める。
- 2007年、ミス法政大学2007に選ばれ、同年12月23日、ミスキャンパスのナンバー1を決めるコンテスト「Miss of Miss Campus Queen Contest 2007」では、審査員の全員一致でグランプリを受賞した[1]。
- 2008年には「大学フェア2008」のイメージキャラクターに選ばれ、7月5日に開催された大学フェア2008東京会場ではフジテレビ・生野陽子アナとのトークイベントに出演した。
- 2009年7月6日、KDDIの映像配信サービスLISMO Videoで配信されるオリジナル連続ドラマ『革命ステーション5+25』で女優デビュー。ドラマの役柄ではあるがアナウンサーになるという夢をかなえた。
- 2009年9月4日、インターネット放送とBSハイビジョン放送のBSフジのクロスメディアで放送されているワッチミー!TVと『ワッチミー!TV×TV』の4代目ワッチミーナ（クロスメディアキャスター）に選出されたと発表された[2]。なお、5代目ワッチミーナは2012年7月現在でも選出されていない。
- 2011年4月から2013年3月までの2年間、『Oha!4 NEWS LIVE』でキャスターを務めた[3]。
- 2011年9月に日本テレビアナウンサーの辻岡義堂と入籍[4]。2012年2月9日に公表し[5]、2月11日に挙式・披露宴を行った[6]。
- 2014年4月4日、自身のブログにて、妊娠した事を報告[7]。同年8月19日に第1子女児を出産[3]。
- 2017年1月30日、第2子男児を出産。
- 2019年6月12日、第3子男児を出産。

## 人物
- 父親が元水泳選手[8]。妹が1人いる[9]。
- モデル仲間の知華は中学時代の同級生で、共にテニス部所属であった[10]。
- 読者モデル時代の同僚であった中田有紀、栗原慧、赤埴奈津子とは「焼肉の会」を組み、外食する程の仲だったという[11][12]。

## 出演番組
- 恋のから騒ぎ（日本テレビ、2005年度 - 2006年） - 12期生
- BSフジNEWS （BSフジ・2006年8月 - 2008年1月） - 火曜日担当
- ミスキャンナイトフジ (仮)（2008年12月23日、フジテレビ）
- 熱血!平成教育学院（フジテレビ、2009年1月25日、3月15日「スタンバイ芸能人」、4月12日）
- J SPORTS ワイド（J SPORTS ESPN、2009年4月11日 - 2010年3月） - アシスタント
- 革命ステーション5+25（LISMO Video、2009年7月6日ほか） - 川上ひな 役
- 午後の天気ゴコロ・ゴゴ天（e-天気.net、2010年ごろ - 2011年6月）
- DRIVE TO THE FUTURE（J-WAVE、2010年4月3日 - 2012年3月25日） - アシスタント
- ワッチミー!TV（インターネット放送）／ワッチミー!TV×TV（BSフジ、2009年9月6日 - 2011年4月ごろ） - 4代目ワッチミーナ
- Oha!4 NEWS LIVE（日テレNEWS24(CS)・日本テレビ系列、2011年4月1日 - 2013年3月29日）[13][3]
- KICK OFF F・Marinos（テレビ神奈川、2011年1月21日 - 2014年4月4日） - MC[3]
- 創造!ニッポンの元気（BS11、2013年7月6日 - 2014年6月、全26話）- 番組ナビゲーター[14]